# プリティーリズム・レインボーライブ
『プリティーリズム・レインボーライブ』（Pretty Rhythm: Rainbow Live）は、タカラトミーアーツとシンソフィアが共同開発した日本のアーケードゲーム『プリティーリズム』を原作とするテレビアニメの第3シリーズ。2013年4月6日から2014年3月29日まで放送された（後述）。
キャッチコピーは「七色ハートでハッピーな〜る!」。

## 概要
監督は第1シリーズ『プリティーリズム・オーロラドリーム』とその3年後を舞台とする『プリティーリズム・ディアマイフューチャー』と同様に菱田正和が続投するが、シリーズ構成に前2シリーズのシナリオ陣で参加していた井内秀治、キャラクター原案にokamaが起用されている。
登場人物や世界観は前2シリーズからほぼ一新されているが、「プリズムショー」や「プリズムジャンプ」の設定そのものに大きな変化はない。ただし前作『ディアマイフューチャー』における重要な要素であった「プリズムアクト」は、より音楽性を重視した「プリズムライブ」という要素に置き換わり、これがストーリーの基軸となっている。音楽グループ・TRFのヒットナンバーのカバーバージョンを主題歌に起用したり、メンバーのDJ KOOをモデルにしたキャラクター「DJ COO」が登場するなど1年を通じてコラボレーションを実施する。
製作委員会では小学館が第1シリーズ以来2期ぶりに復帰し、第2シリーズをタツノコプロと共同制作した韓国のDONGWOO ANIMATIONが新たに参加しているが、共に韓国企業で前作の製作委員会に参加していたSBSバイアコムと第1シリーズより参加していたソノコンは本作より製作委員会を外れている。また、前作まで連動データ放送に対応していたが、今作は非対応となっている。
前2作同様、基本的に2Dによる作画だが、ダンスシーンは3DCGによるトゥーンレンダリング描写となっている。
放送終了後にスピンオフ作品として、最終話で結成された男子プリズムスター3人のユニット・Over The Rainbowらを中心に描く映画『KING OF PRISM by PrettyRhythm』が2016年1月に公開された。

### プリティーリズムCLUB
前作の『プリティーリズムSTUDIO』に引き続き、アニメパートとエンディングの間に挿入される実写パート。Prizmmy☆とプリズム☆メイツが“女の子の夢がかなうお店”をプロデュースするために、ファッションやダンス、スイーツなどを紹介する。ただし前シリーズ同様ニコニコ動画などの配信版は肖像権上の影響などもあり放送されない。

## あらすじ
音楽を聴くと「色」が見える不思議な力を持った少女・彩瀬なるは、ファッションブランド「Dear Crown」のような店長になることを夢に持つ中学2年生。ある日、学校の職場体験学習を兼ねた形でファッションブランドショップ「プリズムストーン」が原宿に新しく出来る店の店長を女子中学生の中からオーディションで決めることを知ったなるはオーディションに参加、面接を経て最終審査のプリズムショーの実技試験に臨む。プリズムショーは苦手ななるだったが、流れる音楽の「色」からダンスを見極めて踊り、りんねと名乗る少女が現れ、さらにショーの中で誰も見たことがない「プリズムライブ」を披露したことで晴れてオーディションに合格、「プリズムストーン」の店長に抜擢される。
こうして夢だったファッションショップの店長になったなるは同学年でスイーツ担当の福原あんとメイク担当の涼野いとと共にDJ.Cooの助けを借りつつも「プリズムストーン」を開店し、この店のオーナー荊千里から少女りんねの面倒を見ることになる。りんねは、現プリズムクイーンの天羽ジュネしか到達できない4連続のプリズムジャンプができるのである。その頃、彼女たちはプリズムスタァ専門の養成校エーデルローズに所属する蓮城寺べる、森園わかな、小鳥遊おとはから注目を浴び、彼女たちはドリーミングセッションでの勝負を挑まれる。
プリズムショーはプリズムジャンプの連続数で採点されるため、「プリズムストーン」はドリーミング・セッションを敗退する。しかし、プリズムショー協会会長の氷室聖は、プリズムショーへの関心が薄れつつある世間を活気づけることができると考え、プリズムライブのパフォーマンスに興味を示す。その後、プリズムライブは採点対象となり、その人気に刺激されたジュネも再びプリズムショーに出演するようになる。その結果、元プリズムキングでエーデルローズの主宰でもある法月仁は、プリズムクイーンの座を狙うため、策略を張り巡らすことになる。

## キャスト
- 彩瀬なる - 加藤英美里
- 福原あん - 芹澤優
- 涼野いと - 小松未可子
- 蓮城寺べる - 戸松遥
- 森園わかな - 内田真礼
- 小鳥遊おとは - 後藤沙緒里
- りんね - 佐倉綾音
- 天羽ジュネ - 宍戸留美
- 神浜コウジ - 柿原徹也
- 速水ヒロ - 前野智昭
- 仁科カヅキ - 増田俊樹
- 荊千里/モモ - 神代知衣
- DJ.Coo/黒川冷 - 森久保祥太郎
- 氷室聖 - 関俊彦
- 法月仁 - 三木眞一郎
- 法月皇 - 中尾隆聖

## 用語
プリズムライブ
今作でキーとなるアクション。ペアともと出会ったプリズムスタァが、プリズムショーのクライマックスで使用するアクションで、プリズムジャンプの前段階またはプリズムジャンプと同時に行われる。ペアともが姿を変えた楽器を使い演奏し、観客を魅了する。通常のジャンプよりも観客を興奮させるが、当初はプリズムショー協会のルールブックに記載されてない技であったため、発動しても得点が加算されなかった。「トライ！グルーヴィングセッション」以降の大会ではプリズムライブも採点対象となっている。
プリズムワールド
りんねが元いた異世界。りんねはこの空間を通じて、かつて別世界のプリズムスタァのジャンプやアクトを導いたことが示唆されている。

## スタッフ
- 原作 - タカラトミーアーツ・シンソフィア
- 監督 - 菱田正和
- 副監督 - 小林浩輔（第40話 - 第51話）
- チーフディレクター - An Jai Ho
- シリーズ構成 - 井内秀治、坪田文（第40話 - 第51話）
- 副シリーズ構成 - 坪田文（第1話 - 第39話）
- キャラクター原案 - okama
- キャラクターデザイン - 松浦麻衣、Cha Sang Hoon
- 作画監督 - Cha Sang Hoon、Kim Hyun Ok
- プロップデザイン - 斉藤里枝、中山初絵、小川浩、Kim Young Beom
- 色彩設定 - 赤間三佐子
- 色彩設計 - Yang Min A
- 美術設定 - 比留間崇、Lee Hoi Young
- 美術 - 戸本早苗
- 背景監督 - Lee Hoi Young
- 背景デザイン - Lee Won Gu
- CGディレクター - 乙部善弘
- 撮影監督 - Huh Tae Hee
- 編集 - 関一彦
- 映像編集 - Lee Young Min
- 音響監督 - 長崎行男
- 音楽 - 長岡成貢
- 音楽制作 - avex entertainment
- アニメーションプロデューサー - 吉田昇一、Na Jin Yong
- プロデューサー - 高林庸介、高橋知子（第1話 - 第34話）→三浦直樹（第35話 - 第51話）、久保弥、Ha Hae Ran
- アニメーション共同制作 - タツノコプロ、DONGWOO ANIMATION
- 製作 - テレビ東京、プリティーリズム・レインボーライブ製作委員会

## 主題歌・挿入歌
本作では注記のある楽曲を除き、全てavex entertainmentから発売。

### オープニングテーマ
「BOY MEETS GIRL」（第1話 - 第13話）
作詞・作曲 - 小室哲哉 / 編曲 - michitomo / 歌 - Prizmmy☆　
「EZ DO DANCE」（第14話 - 第26話）
作詞・作曲 - TETSUYA KOMURO / 編曲 - michitomo / 歌 - Prizmmy☆
「CRAZY GONNA CRAZY」（第27話 - 第39話）
作詞・作曲 - TETSUYA KOMURO / 編曲 - michitomo / 歌 - Prizmmy☆
「Butterfly Effect」（第40話 - 第51話）
作詞 - 琴織 / 作曲 - michitomo / 編曲 - KOJI oba / 歌 - Prizmmy☆

### エンディングテーマ
「RainBow×RainBow」（第1話 - 第13話）
作詞 - kentaro akutsu / 作曲 - KOJI oba / 編曲 - michitomo / 歌 - Prism☆Box
「§Rainbow」（第14話 - 第26話）
作詞 - ACKO / 作曲・編曲 - 永井ルイ / 歌 - i☆Ris（DIVE II entertainment）
「I Wannabee myself!! 〜自分らしくいたい!〜」（第27話 - 第39話）
作詞 - 池畑伸人 / 作曲・編曲 - 長岡成貢 / 歌 - ハッピーレイン♪（CV.加藤英美里・小松未可子・芹澤優）
「ハッピースター☆レストラン」（第40話 - 第51話）
作詞 - NOBE / 作曲 - michitomo / 編曲 - KOJI oba / 歌 - Prism☆Box

### 挿入歌
以下の曲を収録したCDについては、プリティーリズム・レインボーライブのディスコグラフィを参照。
「gift」
作詞 - 三重野瞳 / 作曲・編曲 - 斉藤恒芳 / 歌 - りんね（CV.佐倉綾音）
「ハート♥イロ♥トリドリ〜ム」
作詞 - 三重野瞳 / 作曲・編曲 - 山原一浩 / 歌 - 彩瀬なる（CV.加藤英美里）
「BT37.5」
作詞 - 三重野瞳 / 作曲・編曲 - 山原一浩 / 歌 - 涼野いと（CV.小松未可子）
「Sweet time Cooking magic 〜胸ペコなんです私って〜」
作詞 - 三重野瞳 / 作曲・編曲 - 山原一浩 / 歌 - 福原あん（CV.芹澤優）
「BOY MEETS GIRL」
作詞・作曲 - 小室哲哉 / 編曲 - michitomo / うた - コウジ・ヒロ・カヅキ（CV.柿原徹也・前野智昭・増田俊樹）
「Reboot」
作詞 - 三重野瞳 / 作曲・編曲 - 山原一浩 / 歌 - 神浜コウジ（CV.柿原徹也）
「Vanity♥colon」
作詞 - 三重野瞳 / 作曲・編曲 - 山原一浩 / 歌 - 小鳥遊おとは（CV.後藤沙緒里）
「Blowin' in the Mind」
作詞 - 三重野瞳 / 作曲・編曲 - 山原一浩 / 歌 - 森園わかな（CV.内田真礼）
「Get music!」
作詞 - 三重野瞳 / 作曲・編曲 - 山原一浩 / 歌 - 蓮城寺べる（CV.戸松遥）
「pride」
作詞 - 三重野瞳 / 作曲・編曲 - 山原一浩 / 歌 - 速水ヒロ（CV.前野智昭）
「FreeDreamin'」
作詞・編曲 - 菅原幸枝 / 歌 - 明坂聡美
「Rosette Nebula」
作詞 - 三重野瞳 / 作曲・編曲 - 山原一浩 / 歌 - ベルローズ（CV.戸松遥・後藤沙緒里・内田真礼）
「と・き・め・きDays」
作詞・編曲 - 菅原幸枝 / 歌 - 明坂聡美
「どしゃぶりHAPPY!」
作詞 - 三重野瞳 / 作曲・編曲 - 山原一浩 / 歌 - ハッピーレイン♪（CV.加藤英美里・小松未可子・芹澤優）
「EZ DO DANCE」
作詞・作曲 - TETSUYA KOMURO / 編曲 - michitomo / うた - 黒川冷（CV.森久保祥太郎）
「FREEDOM」
作詞 - 三重野瞳 / 作曲・編曲 - 山原一浩 / 歌 - 仁科カヅキ（CV.増田俊樹）
「nth color」
作詞 - 三重野瞳 / 作曲・編曲 - 斉藤恒芳 / 歌 - 天羽ジュネ（CV.宍戸留美）
「cherry-picking days」
作詞 - 三重野瞳 / 作曲・編曲 - 山原一浩 / 歌 - 福原あん&森園わかな（CV.芹澤優・内田真礼）
「ALIVE」
作詞 - 三重野瞳 / 作曲・編曲 - 山原一浩 / 歌 - 涼野いと&小鳥遊おとは（CV.小松未可子・後藤沙緒里）
「Little Wing&Beautiful Pride」
作詞 - 三重野瞳 / 作曲・編曲 - 山原一浩 / 歌 - 彩瀬なる&蓮城寺べる（CV.加藤英美里・戸松遥）
「Are You Ready?」
作詞・編曲 - 菅原幸枝 / うた - 明坂聡美
「オトメパズル 〜恋するEVERYDAY〜」
作詞・編曲 - 菅原幸枝 / 歌 - 明坂聡美
「Sevendays Love, Sevendays Friend」
作詞 - 三重野瞳 / 作曲・編曲 - 斉藤恒芳 / 歌 - 天羽ジュネ&荊りんね（CV.宍戸留美・佐倉綾音）
「Shooting STAR」
作詞・編曲 - 菅原幸枝 / うた - 明坂聡美
「athletic core」
作詞 - 三重野瞳 / 作曲・編曲 - 山原一浩 / 歌 - Over The Rainbow（CV.柿原徹也・前野智昭・増田俊樹）

## 各話リスト
| 話数   | サブタイトル                            | 脚本              | 絵コンテ            | ストーリーボード | 演出       | アニメーション演出 | 作画監修                                         | 放送日 (TXN)    |
| ------ | --------------------------------------- | ----------------- | ------------------- | ---------------- | ---------- | ------------------ | ------------------------------------------------ | --------------- |
| 第1話  | 私はなる!店長にな〜る!                  | 井内秀治          | 青葉譲              | Park Chi Man     | 徳本善信   | Ahn Jai Ho         | 松浦麻衣（総） 伊藤良太                          | 2013年 04月06日 |
| 第2話  | あんにお任せ!ポップンスイーツ           | 井内秀治          | 近藤信宏            | Choi Hun Cheol   | 小林浩輔   | Jeon Byung Cheol   | 戸田さやか                                       | 04月13日        |
| 第3話  | クロスがいと?COOL & HOT                 | 井内秀治          | 青葉譲              | Sung Won Yong    | 野木森達哉 | Han Young Hoon     | 松浦麻衣                                         | 04月20日        |
| 第4話  | プリズムストーン・イースターにようこそ! | 坪田文            | 羽原久美子          | Song Geun Sik    | 小林浩輔   | Jeon Byung Cheol   | 伊藤良太                                         | 04月27日        |
| 第5話  | 私の歌は色♡トリドリーム                 | 坪田文            | 川口敬一郎          | Park Chi Man     | 大野和寿   | Choi Hun Cheol     | 戸田さやか                                       | 05月04日        |
| 第6話  | クールなハートがビートでヒート!         | 村上桃子          | 沖田宮奈            | Choi Hun Cheol   | 小林浩輔   | Kim Jin Gu         | 松浦麻衣                                         | 05月11日        |
| 第7話  | ガンコ親父にスイートマジック            | 井内秀治          | 近藤信宏            | Sung Won Yong    | 野木森達哉 | Jeon Byung Cheol   | 伊藤良太                                         | 05月18日        |
| 第8話  | 男の勝負はダンスバトル                  | 井内秀治          | 川口敬一郎          | Song Geun Sik    | 小林浩輔   | Han Young Hoon     | 戸田さやか                                       | 05月25日        |
| 第9話  | プリズムライブは晴れのち嵐              | 本田雅也          | 柊陽菜              | Park Chi Man     | 大野和寿   | Choi Hun Cheol     | 松浦麻衣                                         | 06月01日        |
| 第10話 | 謎の生物 プリズムストーンに現る!        | 井内秀治          | 川口敬一郎          | Choi Hun Cheol   | 小林浩輔   | Ryu Bong Hyeo      | 伊藤良太                                         | 06月08日        |
| 第11話 | Go for ドリーミングセッション!          | 村上桃子          | 青葉譲              | Sung Won Yong    | 小林浩輔   | Jeon Byung Cheol   | 戸田さやか                                       | 06月15日        |
| 第12話 | はばたけ！勇気の羽（フェザー）          | 坪田文            | 京極尚彦 青葉譲     | Sung Won Yong    | 綿田慎也   | Han Young Hoon     | 松浦麻衣                                         | 06月22日        |
| 第13話 | 心をつなぐ虹のかけ橋                    | 坪田文            | 青葉譲              | Choi Hun Cheol   | 小林浩輔   | Na Ki Chual        | 伊藤良太                                         | 06月29日        |
| 第14話 | りんねの秘密                            | 井内秀治          | 野木森達哉 青葉譲   | Sung Won Yong    | 野木森達哉 | Ahn Jai Ho         | 戸田さやか                                       | 07月06日        |
| 第15話 | おとはのメルヘンティーパーティー        | 本田雅也          | 沖田宮奈            | Sung Won Yong    | 小林浩輔   | Jeon Byung Cheol   | 松浦麻衣、後藤圭佑 森友宏樹                      | 07月13日        |
| 第16話 | わかな、はっぴーフリーダム!にゃ         | 村上桃子          | 佐野隆史            | Song Geun Sik    | 佐々木純人 | Jeon Byung Cheol   | 伊藤良太、後藤圭佑 松浦麻衣、森友宏樹            | 07月20日        |
| 第17話 | 気高く強くべるは咲く                    | 坪田文            | 柊陽菜              | Song Geun Sik    | 小林浩輔   | Park Chi Man       | 戸田さやか、伊藤良太 後藤圭佑、杉浦英之 森友宏樹 | 07月27日        |
| 第18話 | 俺はヒロ!絶対アイドル☆愛・N・G          | 井内秀治          | 柊陽菜              | Park Chi Man     | 大野和寿   | Choi Hun Cheol     | 松浦麻衣、斉藤里枝 森友宏樹                      | 08月03日        |
| 第19話 | 心を結ぶいと                            | 井内秀治          | 沖田宮奈            | Choi Hun Cheol   | 小林浩輔   | Ryu Bong Hyeon     | 伊藤良太、松浦麻衣 森友宏樹                      | 08月10日        |
| 第20話 | 心重ねてときめきセッション!             | 坪田文            | 日歩冠星            | Sung Won Yong    | 野木森達哉 | Ahn Jai Ho         | 戸田さやか、伊藤良太 後藤圭佑、斉藤里枝 森友宏樹 | 08月17日        |
| 第21話 | 2度目のオーディション                   | 本田雅也          | 柊陽菜              | Song Geun Sik    | 小林浩輔   | Park Chi Man       | 松浦麻衣、後藤圭佑 斉藤里枝、森友宏樹            | 08月24日        |
| 第22話 | 約束とスペシャルサンド                  | 井内秀治          | 誌村宏明            | Park Chi Man     | 綿田慎也   | Choi Hun Cheol     | 伊藤良太 森友宏樹                                | 08月31日        |
| 第23話 | 思い出運ぶプリズムの風                  | 村上桃子          | 沖田宮奈            | Park Chi Man     | 小林浩輔   | Choi Hun Cheol     | 戸田さやか、伊藤良太 森友宏樹                    | 09月07日        |
| 第24話 | ひとりぼっちの女王                      | 本田雅也 坪田文   | 柊陽菜              | Sung Won Yong    | 大野和寿   | Jeon Byung Cheol   | 松浦麻衣 森友宏樹                                | 09月14日        |
| 第25話 | さよなら、べる                          | 坪田文            | 川口敬一郎          | Song Geun Sik    | 小林浩輔   | Han Young Hoon     | 伊藤良太 森友宏樹                                | 09月21日        |
| 第26話 | 虹を呼ぶハッピーレイン                  | 井内秀治          | 日歩冠星            | Park Chi Man     | 小林浩輔   | Choi Hun Cheol     | 戸田さやか 森友宏樹                              | 09月28日        |
| 第27話 | ピコック先生 怒る!                      | 井内秀治          | 野木森達哉 日歩冠星 | Choi Hun Cheol   | 野木森達哉 | Ahn Jai Ho         | 斉藤里枝 森友宏樹                                | 10月05日        |
| 第28話 | ジュネ様と一緒にプリズムトーク!         | 村上桃子          | 柊陽菜              | Sung Won Yong    | 小林浩輔   | Kim Jin Gu         | 松浦麻衣 森友宏樹                                | 10月12日        |
| 第29話 | 私はべる!店長にな〜る♪                  | 坪田文            | 柊陽菜              | Song Geun Sik    | 大野和寿   | Ahn Jai Ho         | 伊藤良太 森友宏樹                                | 10月19日        |
| 第30話 | 誓いのクロスロード                      | 井内秀治          | 沖田宮奈            | Choi Hun Cheol   | 小林浩輔   | Park Chi Man       | 戸田さやか 森友宏樹                              | 10月26日        |
| 第31話 | 目指すは勇者!フリーダム!!               | 本田雅也 青葉譲   | 日歩冠星            | Choi Hun Cheol   | 佐々木純人 | Na Ki Chual        | 松浦麻衣 森友宏樹                                | 11月02日        |
| 第32話 | 愛に羽ばたく女神（ジュネ）              | 井内秀治          | 日歩冠星            | Choi Hun Cheol   | 小林浩輔   | Na Ki Chual        | 伊藤良太 森友宏樹                                | 11月09日        |
| 第33話 | トライアングル・デートにゃ♡             | 村上桃子          | 柊陽菜              | Sung Won Yong    | 野木森達哉 | Jeon Byung Cheol   | 戸田さやか 森友宏樹                              | 11月16日        |
| 第34話 | ハピなるなら手をつなごう!               | 坪田文            | 柊陽菜              | Sung Won Yong    | 小林浩輔   | Jeon Byung Cheol   | 松浦麻衣 森友宏樹                                | 11月23日        |
| 第35話 | シャッフルデュオでダメだこりゃ!         | 本田雅也 坪田文   | 鈴木輪流郎          | Choi Hun Cheol   | 佐々木純人 | Na Ki Chual        | 伊藤良太 森友宏樹                                | 11月30日        |
| 第36話 | お泊り会でふたりはめちゃウマ!?          | 村上桃子          | 柊陽菜              | Choi Hun Cheol   | 小林浩輔   | Na Ki Chual        | 戸田さやか 森友宏樹                              | 12月07日        |
| 第37話 | 哀しみのラッキースター                  | 井内秀治          | 沖田宮奈            | Song Geun Sik    | 綿田慎也   | Han Young Hoon     | 松浦麻衣 森友宏樹                                | 12月14日        |
| 第38話 | 聖夜にハッピーベルがなる                | 坪田文            | 川口敬一郎          | Song Geun Sik    | 小林浩輔   | Han Young Hoon     | 伊藤良太 森友宏樹                                | 12月21日        |
| 第39話 | 湯けむり!虹色カッパ伝説                 | 井内秀治          | 日歩冠星            | Choi Hun Cheol   | 大野和寿   | Na Ki Chual        | 戸田さやか 森友宏樹                              | 12月28日        |
| 第40話 | W告白?好きです先輩!                     | 村上桃子          | 柊陽菜              | Sung Won Yong    | 小林浩輔   | Kim Jin Gu         | 斉藤里枝 森友宏樹                                | 2014年 01月11日 |
| 第41話 | 星がつなぐ絆                            | 井内秀治 坪田文   | 柊陽菜              | Sung Won Yong    | 佐々木純人 | Jeon Byung Cheol   | 伊藤良太 森友宏樹                                | 01月18日        |
| 第42話 | なるピンチ!消えたラブリン               | 坪田文            | 沖田宮奈            | Song Geun Sik    | 小林浩輔   | Han Young Hoon     | 松浦麻衣 森友宏樹                                | 01月25日        |
| 第43話 | 天使の決意                              | 坪田文            | 日歩冠星            | Choi Hun Cheol   | 小林浩輔   | Choi Hun Cheol     | 戸田さやか 森友宏樹                              | 02月01日        |
| 第44話 | 虹の救世主は君ジャ!                     | 坪田文            | 日歩冠星            | Sung Won Yong    | 野木森達哉 | Kim Jin Gu         | 伊藤良太 森友宏樹                                | 02月08日        |
| 第45話 | 薔薇の革命                              | 坪田文            | 日歩冠星            | Sung Won Yong    | 小林浩輔   | Jeon Byung Cheol   | 松浦麻衣 森友宏樹                                | 02月15日        |
| 第46話 | 開幕!オーバー・ザ・レインボーセッション | 村上桃子 井内秀治 | 柊陽菜              | Sung Won Yong    | 佐々木純人 | Jeon Byung Cheol   | 戸田さやか 森友宏樹                              | 02月22日        |
| 第47話 | 愛に輝く幸せの星（ラッキースター）      | 井内秀治          | 川口敬一郎          | Sung Won Yong    | 小林浩輔   | Kim Jin Gu         | 伊藤良太 森友宏樹                                | 03月01日        |
| 第48話 | 私らしく、人間らしく                    | 坪田文            | 柊陽菜              | Sung Won Yong    | 大野和寿   | Kim Jin Gu         | 松浦麻衣 森友宏樹                                | 03月08日        |
| 第49話 | 命燃え尽きるまで…                       | 井内秀治          | 日歩冠星            | Sung Won Yong    | 小林浩輔   | Jeon Byung Cheol   | 戸田さやか 森友宏樹                              | 03月15日        |
| 第50話 | 煌めきはあなたのそばに                  | 井内秀治          | 日歩冠星            | Sung Won Yong    | 小林浩輔   | Kim Jin Gu         | 伊藤良太 森友宏樹                                | 03月22日        |
| 第51話 | GIFT                                    | 坪田文            | 柊陽菜              | Sung Won Yong    | 青葉譲     | Jeon Byung Cheol   | 松浦麻衣、伊藤良太 戸田さやか、斉藤里枝 森友宏樹 | 03月29日        |

## 放送局

### 日本国内での放送
字幕放送はテレビ東京系列6局のみ実施。
| 放送地域       | 放送局         | 放送期間                                                                     | 放送日時                                                 | 系列           | 備考             |
| -------------- | -------------- | ---------------------------------------------------------------------------- | -------------------------------------------------------- | -------------- | ---------------- |
| 関東広域圏     | テレビ東京     | 2013年4月6日 - 2014年3月29日                                                 | 土曜 10:00 - 10:30                                       | テレビ東京系列 | 製作局           |
| 北海道         | テレビ北海道   | 2013年4月6日 - 2014年3月29日                                                 | 土曜 10:00 - 10:30                                       | テレビ東京系列 | 同時ネット       |
| 愛知県         | テレビ愛知     | 2013年4月6日 - 2014年3月29日                                                 | 土曜 10:00 - 10:30                                       | テレビ東京系列 | 同時ネット       |
| 大阪府         | テレビ大阪     | 2013年4月6日 - 2014年3月29日                                                 | 土曜 10:00 - 10:30                                       | テレビ東京系列 | 同時ネット       |
| 岡山県・香川県 | テレビせとうち | 2013年4月6日 - 2014年3月29日                                                 | 土曜 10:00 - 10:30                                       | テレビ東京系列 | 同時ネット       |
| 福岡県         | TVQ九州放送    | 2013年4月6日 - 2014年3月29日                                                 | 土曜 10:00 - 10:30                                       | テレビ東京系列 | 同時ネット       |
| 日本全域       | BSジャパン     | 2013年4月6日 - 2014年3月29日                                                 | 土曜 10:00 - 10:30                                       | BSデジタル放送 | 同時ネット       |
| 日本全域       | AT-X           | 2013年4月14日 - 7月28日 2013年8月4日 - 10月27日 2013年11月3日 - 2014年4月6日 | 日曜 17:30 - 18:00 日曜 17:30 - 17:55 日曜 17:30 - 18:00 | CSデジタル放送 | リピート放送あり |
| 滋賀県         | びわ湖放送     | 2014年3月31日 - 2015年3月16日                                                | 月曜 17:15 - 17:45                                       | 独立局         |                  |

### 日本国外での放送
時間帯は全て現地時間。
香港
2014年8月2日から2015年2月14日無綫電視翡翠台にて、『星光少女．彩虹舞台』のタイトルで毎週土曜の17時30分-17時55分、日曜の17時30分-18時00分に放送。広東語 & 日本語二ヶ国語放送、繁体字字幕あり。
台湾
2013年11月15日から2014年10月31日東森幼幼台にて、『星光少女：彩虹舞台』のタイトルで毎週金曜の17時30分-18時00分に放送。普通話放送、繁体字字幕あり。
韓国
SBS系列にて、『꿈의 라이브 프리즘 스톤』（夢のライブプリズムストーン）のタイトルで毎週月曜日と火曜日の16時00分-16時30分より2014年9月1日から2015年3月3日まで放送された。韓国語放送、ハングル字幕あり。

## Blu-ray・DVD

### DVD
| 巻 | 発売日         | 収録話          | 規格品番   |
| -- | -------------- | --------------- | ---------- |
| 1  | 2013年12月20日 | 第1話 - 第26話  | AVBA-74007 |
| 2  | 2014年6月20日  | 第27話 - 第51話 | AVBA-74391 |

### Blu-ray
| 巻 | 発売日         | 収録話          | 規格品番      |
| -- | -------------- | --------------- | ------------- |
| 1  | 2016年8月5日   | 第1話 - 第26話  | EYXA-11039/42 |
| 2  | 2014年12月22日 | 第27話 - 第51話 | EYXA-11043/6  |

## 関連イベント・コラボレーション
「プリティーリズム・レインボーライブ」×「アニメイトカフェ」
2017年11月2日から11月29日までアニメイトカフェ池袋2号店で開催される。オリジナルコラボメニューが販売される他、関連商品の購入金額に応じてキャラクターバースデーブロマイドが、コラボメニューの注文特典としてコースターが配布される。また、限定商品も販売される。